# Castilleja genevievana
Castilleja genevievana är en snyltrotsväxtart som beskrevs av Guy L. Nesom. Castilleja genevievana ingår i släktet målarborstar, och familjen snyltrotsväxter. Inga underarter finns listade i Catalogue of Life.